# Jamie Loeb
Jamie Loeb (Bronxville, 8 maart 1995) is een tennisspeelster uit de Verenigde Staten van Amerika. Op driejarige leeftijd begon Loeb met tennis.

## Loopbaan
In 2015 speelde Loeb op het US Open haar eerste grandslamtoernooi, doordat zij een wildcard verdiende door het NCAA-enkelspelkampioenschap te winnen.
In 2018 bereikte zij, samen met de Zweedse Rebecca Peterson, de dubbelspelfinale van het WTA-toernooi van Newport Beach – zij verloren die van Misaki Doi en Jil Teichmann.
In 2021 bereikte Loeb voor het eerst een WTA-enkelspelfinale, op het challengertoernooi van Charleston – zij verloor deze van landgenote Varvara Lepchenko.

## Posities op deWTA-ranglijst
Positie per einde seizoen:
| jaar | rang enkelspel | rang dubbelspel |
| ---- | -------------- | --------------- |
| 2012 | 694            | 664             |
| 2013 | 391            | 1093            |
| 2014 | 592            | 206             |
| 2015 | 391            | 411             |
| 2016 | 203            | 178             |
| 2017 | 139            | 158             |
| 2018 | 183            | 146             |
| 2019 | 263            | 228             |
| 2020 | 272            | 138             |
| 2021 | 181            | 185             |
| 2022 | 265            | 217             |

## Resultaten grandslamtoernooien
| Legenda | Legenda                          |
| ------- | -------------------------------- |
| g.t.    | geen toernooi gehouden           |
| l.c.    | lagere categorie                 |
| –       | niet deelgenomen                 |
| G       | uitgeschakeld in de groepsfase   |
| 1R      | uitgeschakeld in de eerste ronde |
| 2R      | uitgeschakeld in de tweede ronde |
| 3R      | uitgeschakeld in de derde ronde  |
| 4R      | uitgeschakeld in de vierde ronde |
| KF      | uitgeschakeld in de kwartfinale  |
| HF      | uitgeschakeld in de halve finale |
| F       | de finale verloren               |
| W       | het toernooi gewonnen            |
| w-v     | winst/verlies-balans             |

### Enkelspel
| toernooi        | 2015 |    | 2021 |
| --------------- | ---- | -- | ---- |
| Australian Open | –    | –  |      |
| Roland Garros   | –    | –  |      |
| Wimbledon       | –    | –  |      |
| US Open         | 1R   | 1R |      |

### Vrouwendubbelspel
| toernooi        | 2018 |
| --------------- | ---- |
| Australian Open | –    |
| Roland Garros   | –    |
| Wimbledon       | –    |
| US Open         | 1R   |

### Gemengd dubbelspel
| toernooi        | 2016 | 2017 | 2018 |    | 2021 |
| --------------- | ---- | ---- | ---- | -- | ---- |
| Australian Open | –    | –    | –    | –  |      |
| Roland Garros   | –    | –    | –    | –  |      |
| Wimbledon       | –    | –    | –    | –  |      |
| US Open         | 1R   | 1R   | 1R   | 1R |      |

## Palmares
| Legenda                 |
| ----------------------- |
| Grandslamtoernooi       |
| Olympische Spelen       |
| Year-End Championships  |
| Premier Mandatory       |
| Premier Five / WTA 1000 |
| Premier / WTA 500       |
| International / WTA 250 |
| Challenger / WTA 125    |

### WTA-finaleplaatsen enkelspel
| nr.              | finale     | toernooi       | ondergrond | tegenstandster    | score         |         |
| ---------------- | ---------- | -------------- | ---------- | ----------------- | ------------- | ------- |
| gewonnen finales |            |                |            |                   |               |         |
| geen             |            |                |            |                   |               |         |
| verloren finales |            |                |            |                   |               |         |
| 1.               | 2021-08-01 | WTA Charleston | gravel     | Varvara Lepchenko | 6-7, 6-4, 4-6 | details |

### WTA-finaleplaatsen vrouwendubbelspel
| nr.              | finale     | toernooi          | ondergrond | partner               | tegenstandsters                   | score            |         |
| ---------------- | ---------- | ----------------- | ---------- | --------------------- | --------------------------------- | ---------------- | ------- |
| gewonnen finales |            |                   |            |                       |                                   |                  |         |
| geen             |            |                   |            |                       |                                   |                  |         |
| verloren finales |            |                   |            |                       |                                   |                  |         |
| 1.               | 2018-01-27 | WTA Newport Beach | hardcourt  | Rebecca Peterson      | Misaki Doi Jil Teichmann          | 6-7, 6-1, [8-10] | details |
| 2.               | 2019-09-07 | WTA New Haven     | hardcourt  | Usue Maitane Arconada | Anna Blinkova Oksana Kalasjnikova | 2-6, 6-4, [4-10] | details |